# Christofle
Koordinaten: 48° 52′ 4″ N, 2° 19′ 21″ O
Die Orfèvrerie Christofle ist ein französischer Hersteller von feinem Silberbesteck mit Hauptsitz an der Rue Royale in Paris.
Das Unternehmen ist für seine Silberwaren wie Bestecke und Service sowie silberne Bilderrahmen, Kristallvasen, Glaswaren, Porzellangeschirr und Silberschmuck berühmt. Es zählt seit seiner Gründung als führendes Unternehmen für Silberverarbeitung von ganz Frankreich. In seiner Geschichte war das Unternehmen unter anderem Hoflieferant von König Louis-Philippe I., von Kaiser Napoleon III. sowie der russischen Zarenfamilie.

## Geschichte

### Anfänge im 19. Jahrhundert

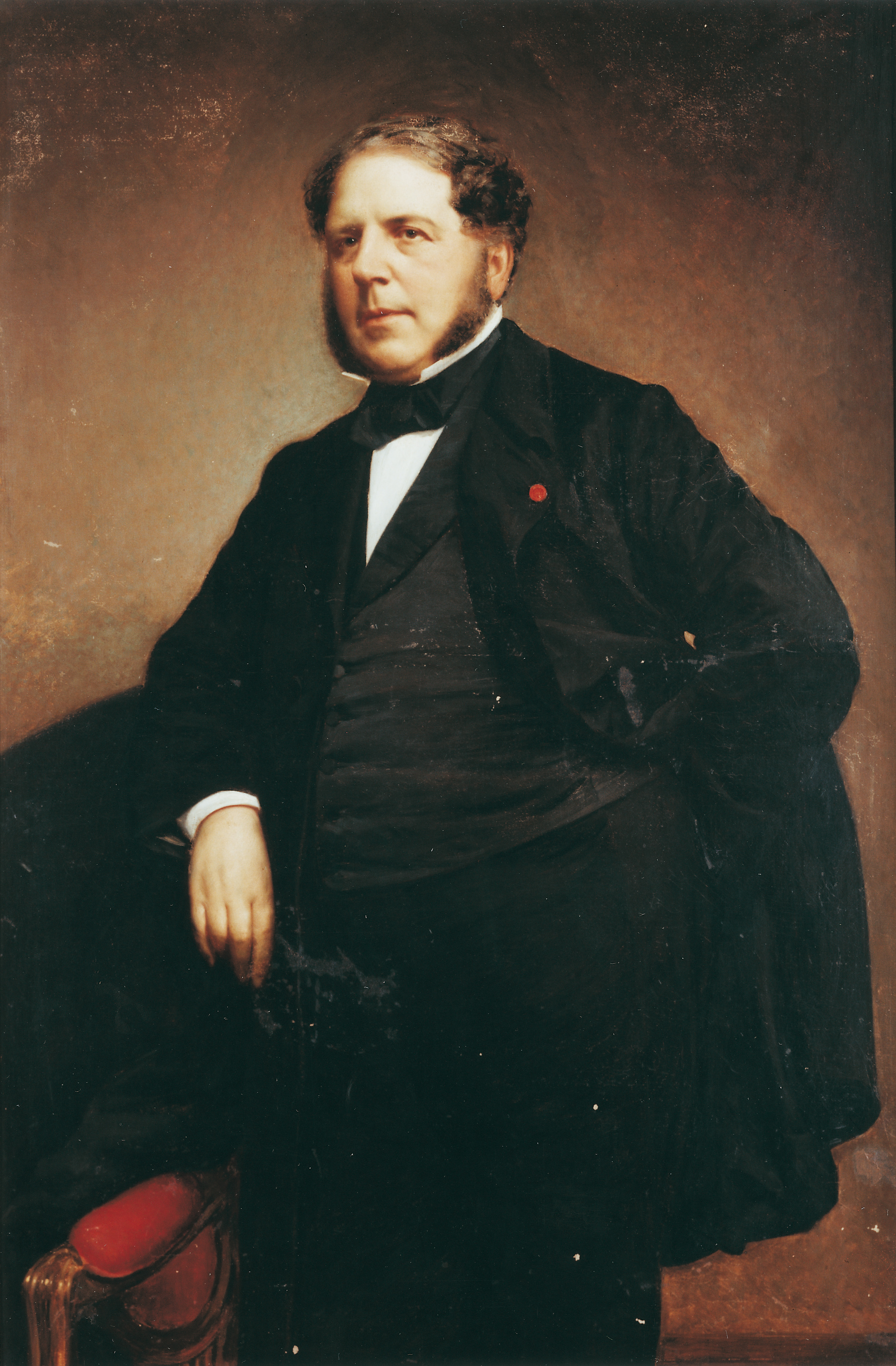
Der Gründer Charles Christofle

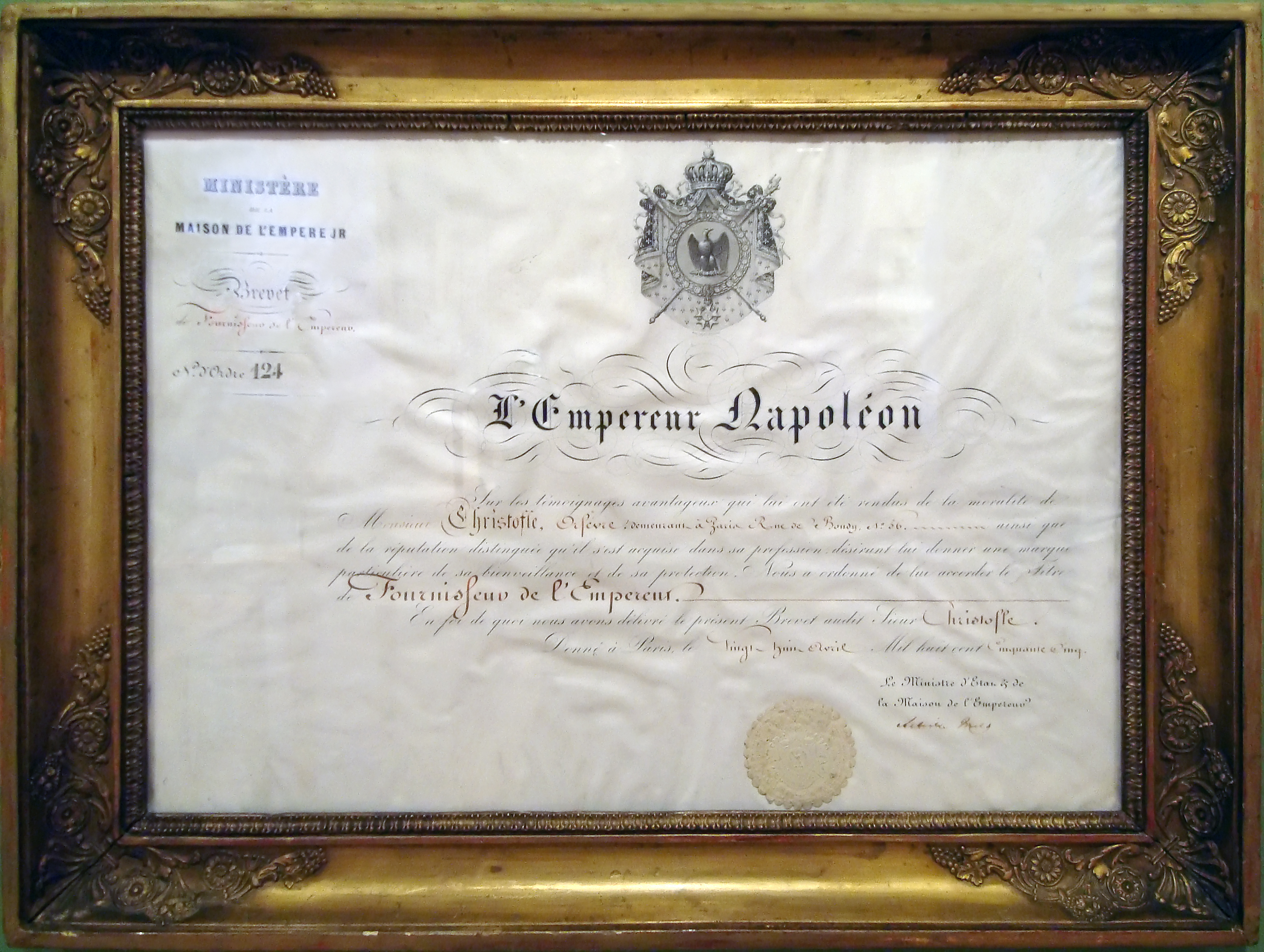
Hoflieferantendiplom von Napoleon III. an Charles Christofle vom April 1855

Im Jahr 1830 gründete der Juwelier Charles Christofle (1805–1863) das Unternehmen. 1842 kaufte er das galvanotechnische Patent von den Engländern Henry und George Richards Elkington und dem Franzosen Graf Henri de Ruolz. Eine große Manufaktur wurde an der Rue de Bondy errichtet, welche eines der ersten Werke der Welt war, das Elektrizität verwendete, dieses sollte bis 1933 in Betrieb bleiben. 1846 gab König Ludwig Philipp I. ein Silberservice für das Schloss Eu in Auftrag, Christofle wurde Lieferant der Familie Orléans. Nach dem Sturz der Julimonarchie wurde Christofle Lieferant von Kaiser Napoleon III., der ein Service für das Palais des Tuileries bestellte. Bei der Great Exhibition in London erhielt Christofle eine Medaille, die erste von einer Reihe von vielen. Von Étienne Lenoir erwarb er 1851 ein verfeinertes Verfahren zum Versilbern metallischer Gegenstände. 1852 trat Henri Bouilhet (1830–1910), ein Neffe von Charles Christofle, in das Unternehmen ein, nachdem er die École Centrale des Arts et Manufactures absolviert hatte. 1853 registrierte Christofle seinen Markenstempel (poinçon). Auch um Zollschranken zu umgehen, wurde 1854 eine neue Manufaktur in Karlsruhe eröffnet, die jedoch 1921 schloss. Im April 1855 verlieh Kaiser Napoleon III. Charles Christofle den Hoflieferantentitel.
Sultan Abdülaziz besuchte die Weltausstellung Paris 1855, wo er eine Reihe von Geschenke für die Hochzeit seiner Tochter bei Christofle bestellte. Christofle war der Lieferant des Sultans und sollte im Laufe der Zeit mehrere Werke für ihn wie einen 75 Kilogramm schweren Kronleuchter, einen versilberten und vergoldeten Tisch und andere Gegenstände herstellen. Christofle betrieb im Osmanischen Reich mehrere Filialen.

### Ende des 19. Jahrhunderts

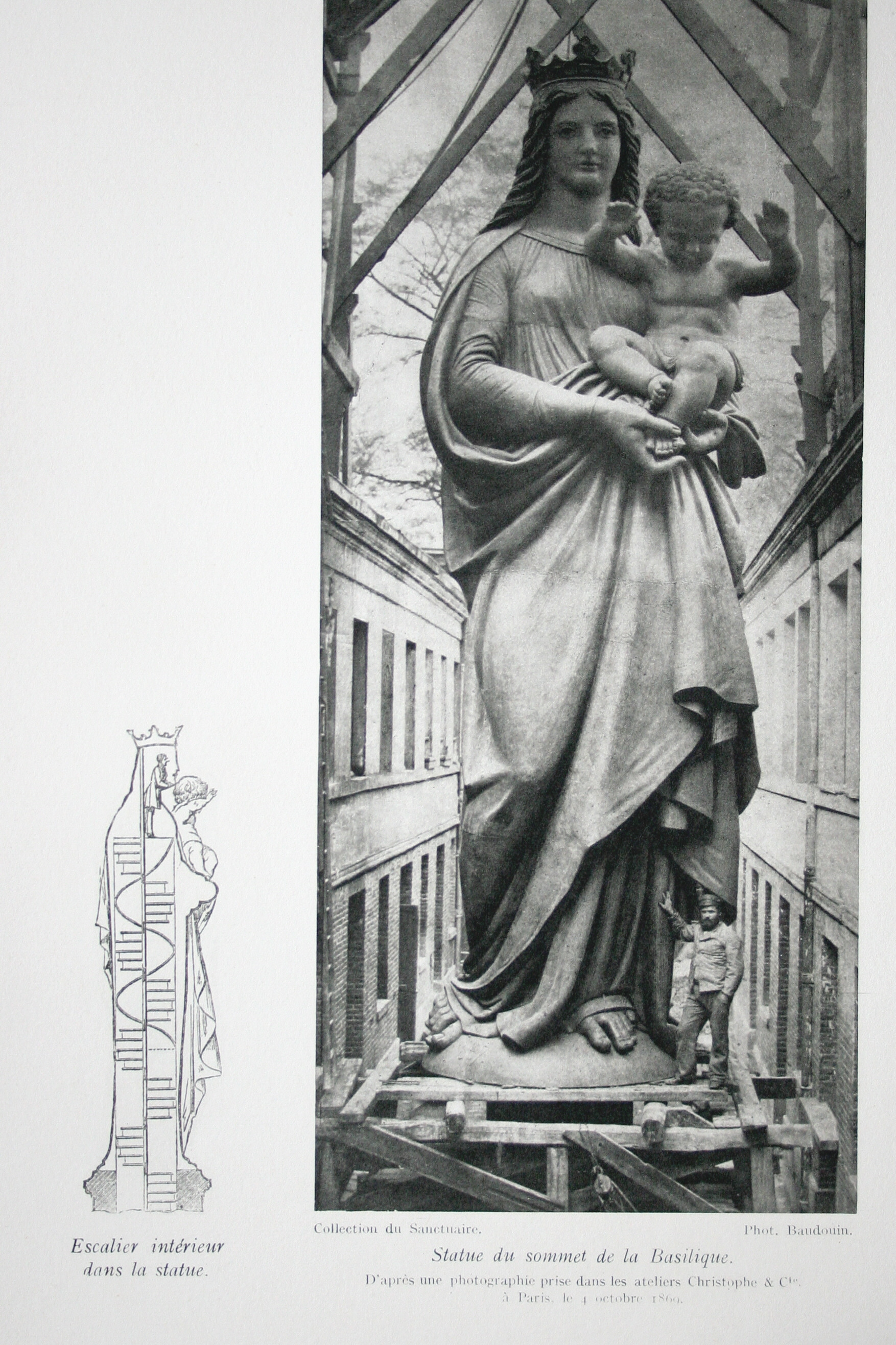
Monumentalstatue der Madonna von Notre-Dame de la Garde, in der Werkstatt von Christofle 1869

Nach dem Tod von Charles Christofle im Jahre 1863 wurden sein Sohn Paul Christofle (1838–1907) und sein Neffe Henri Bouilhet Geschäftsführer. 1866 gab Napoleon III. ein Vermeil-Service (vergoldetes Silber) in Auftrag. Auf der Weltausstellung Paris 1867 stellte Christofle seine ersten Cloisonné-Emailarbeiten mit einer Serie von japanisch-inspirierten Silberwaren vor.
1868 wurde Christofle mit der Arbeit an der Monumentalstatue der Muttergottes mit Kind für die Kirche Notre-Dame de la Garde in Marseille beauftragt, das größte galvanisierte Stück der Welt. Für die Opéra Garnier wurde 1869 zwei große Statuen, die Harmonie auf der linken Seite und Poesie auf der rechten Seite, hergestellt. Die Statuen sind 9,7 Meter hoch und wiegen jeweils sechs Tonnen.
1873 nahm Christofle an der Wiener Weltausstellung teil und erhielt Ehrenpreise für japanisch-inspirierten Werke. Der japanische Kaiser gab zwei Cloisonné-Emailvasen auf der Ausstellung in Auftrag. Christofle & Cie. belieferte auch den kaiserlichen Hof in Wien als k.u.k. Hoflieferant, sein Komptoir war am Opernring 5 im 1. Bezirk.
1876 wurde das Werk in Saint-Denis eröffnet, welches bis 2004 in Betrieb blieb.
Anlässlich der Kunstmetallausstellung in Paris stellte Christofle eine silberne Kaffeekanne von Henri Carrier-Belleuse vor, die L'Union fait le succès hieß. Die Kaffeekanne von Carrier-Belleuse wird nach wie vor in Handarbeit hergestellt. 1882 erhielt Christofle den Auftrag das sogenannte „Nawab-Bett“ herzustellen, welches um die 640 Pfund gediegenes Silber brauchte. 1883 stattete Christofle den Orient-Express mit Tafelsilber aus. 1897 eröffnete Christofle sein Geschäft an der rue Royale 8, 10 und 12 und blieb dort bis 1992, als es an die rue Royale 9 umzog. Für neuere Produkte aus der Jugendstillinie entwickelte Christofle im Jahre 1898 eine neue Legierung, die er gallia nennt. Im gleichen Jahre stattete Christofle das Pariser Hôtel Ritz aus.
Schließlich befanden sich in mehreren europäischen Ländern, auch in der Hauptstadt Berlin des damaligen Deutschen Reiches Filialen oder Vertriebsstellen.
Nawab-Bett 

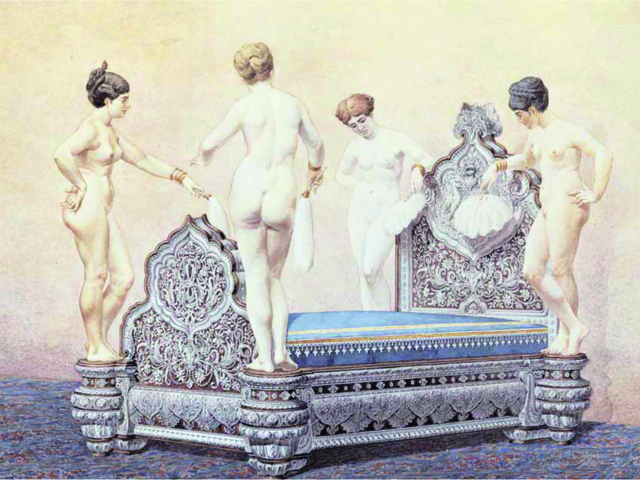
Das Prunkbett mit beweglichen Frauenfiguren wurde um 1882 für den Nawab von Bahawalpur hergestellt. Dafür wurden 290 Kilogramm an Silber verarbeitet.

Im April 1882 erhielt Christofle eine außerordentliche Bestellung über einen Mittelsmann von einem anonymen Kunden. Der Auftrag war für ein Prunkbett aus dunklem Holz mit schmückendem Silber mit vergoldeten Teilen, Monogrammen und Waffen, verziert mit vier lebensgroßen hautfarbenen Frauenfiguren, die Fächer hielten, mit echtem Haar, beweglichen Augen und Armen. Für die Ausführung wurden zusätzlich zu den Silberschmieden ein Bildhauer und Maler, ein Tischler für das Bett, ein Automatisierungstechniker und eine Spieluhrmacher benötigt. Der Auftrag musste unter größter Geheimhaltung ausgeführt werden.
Die Tafeln und Pfosten wurden aus brasilianischem Palisanderholz vom Unternehmen Schmidt et Piollet geliefert. Der Silberschmied überzog die gesamte Struktur mit 640 Pfund (rund 290 Kilogramm) punziertem und graviertem Sterlingsilber in Form von Girlanden und Blattwerk im Flachrelief. Das Kopfteil wurde mit dem Wappen des anonymen Kunden verziert. Es bestand aus zwei großen Pelikanen, einem Schild mit drei senkrechten Zweigen, der von Sternen, einem Ritterhelm und einer Mondsichel gekrönt war. Die Initialen SMK waren fußseitig eingraviert. An allen vier Ecken des Bettes standen nackte Frauen mit unterschiedlichen Haarfarben und Fächern in ihren Händen. Sie repräsentierten vermutlich eine Französin, eine Spanierin, eine Italienerin und eine Griechin. Ihre Haare wurden von Lesage, einem der berühmtesten Friseure seiner Zeit, gestaltet. Die eingebaute Technik löste bei Bewegung auf der Matratze einen Mechanismus aus, der die Fächer der Frauenfiguren bewegte und die Augen zum Zwinkern brachte. Gleichzeitig spielte die Spieluhr im 30-Minuten-Takt Faust von Charles Gounod.
Erst 1983 sollte Christofle den Namen seines Kunden erfahren. Es war Muhammad Sadiq Khan Abbasi IV., der Nawab von Bahawalpur (im heutigen Pakistan). Der Nawab war damals 20 Jahre alt, als er das Bett in Auftrag gab. Er wuchs unter britischer Herrschaft auf und schien sich für westliche Einflüsse zu begeistern. Er sollte sein Bett jedoch nicht sehr lange genießen, da er 1899 im Alter von 38 Jahren verstarb. Das Nawab-Bett wurde 2009 auf der Ausstellung Maharaja: The Splendour of India's Royal Courts im Londoner Victoria and Albert Museum gezeigt.

### 20. Jahrhundert

Werbung von Christofle (1906/07)

Im Jahr 1900 wurde die Lampe Pivoine (Pfingstrose) vorgestellt, ein Jugendstilmeisterwerk, in dem das opalfarbene Glas bei der Herstellung direkt in die Fassung eingeblasen worden war. Bei der Weltausstellung Paris 1900 präsentierte Christofle eine große Menge an Kunstwerken, wie einen 17 Kilogramm schweren Silberspiegel und einen 71 Kilogramm schweren silbernen Tafelaufsatz. 1917 stellte Christofle Dinanderies vor, eine Sammlung von patinierten Kupferwerken, die mit Silber und Gold eingelegt waren. Diese Sammlung blieb bis 1938 in Produktion.
Im Jahr 1925 nahm Christofle an der Exposition internationale des Arts Décoratifs et industriels modernes in Paris teil, wo er viele Auszeichnungen erhielt. 1928 kreierte Gio Ponti den Kerzenleuchter Fleche (Pfeil), dessen Form eine Ankündigung des Stils der kommenden 1970er Jahre war. 1935 erzeugte Christofle 45.000 Stücke für das Service vom Kreuzfahrtschiff Normandie.
Auf der 9. Mailänder Triennale 1951, die unter der Aufsicht von Gio Ponti stand, stellte Christofle seine Design-Sammlung vor. Im gleichen Jahr kaufte Christofle das Unternehmen Cardeilhac auf. 1957 wurde die Sammlung Formes Nouvelles, von Gio Ponti, Tapio Wirkkala und dem Silberschmidt Lino Sabattini gezeichnet, präsentiert. 1960 eröffnete das Bouilhet-Christofle Museum. 1970 wählte Präsident Georges Pompidou das Mercury-Service für das Präsidentenflugzeug aus. 1971 eröffnete eine moderne Herstellungsstätte für Flachware in Yainville, Normandie. Die Fabrik konnte über fünf Millionen Stücke im Jahr herstellen. Jean Michel Folon entwarf 1974 mehrere Stücke für Christofle, darunter das Tischfeuerzeug Bolide. 1989 wurde die Kollektion Perspective vorgestellt, eine limitierte Silbersammlung die in Zusammenarbeit mit mehreren Designern und Künstlern entstand.
Christofle arbeitete in der Zeitspanne von 1990 bis 2004 mit mehreren internationalen Designern wie Sylvain Dubuisson, der liturgische Objekte für Papst Johannes Paul II. herstellte, Roger Tallon, Adam D. Tihany, Clara Halter, Gae Aulenti, Martin Szekely, Andrée Putman, Michele Oka Doner und Garouste und Bonetti zusammen.
Der Hauptsitz des Konzerns befindet sich seit 1992 in der Pariser Rue Royale Nr. 9.

### 21. Jahrhundert

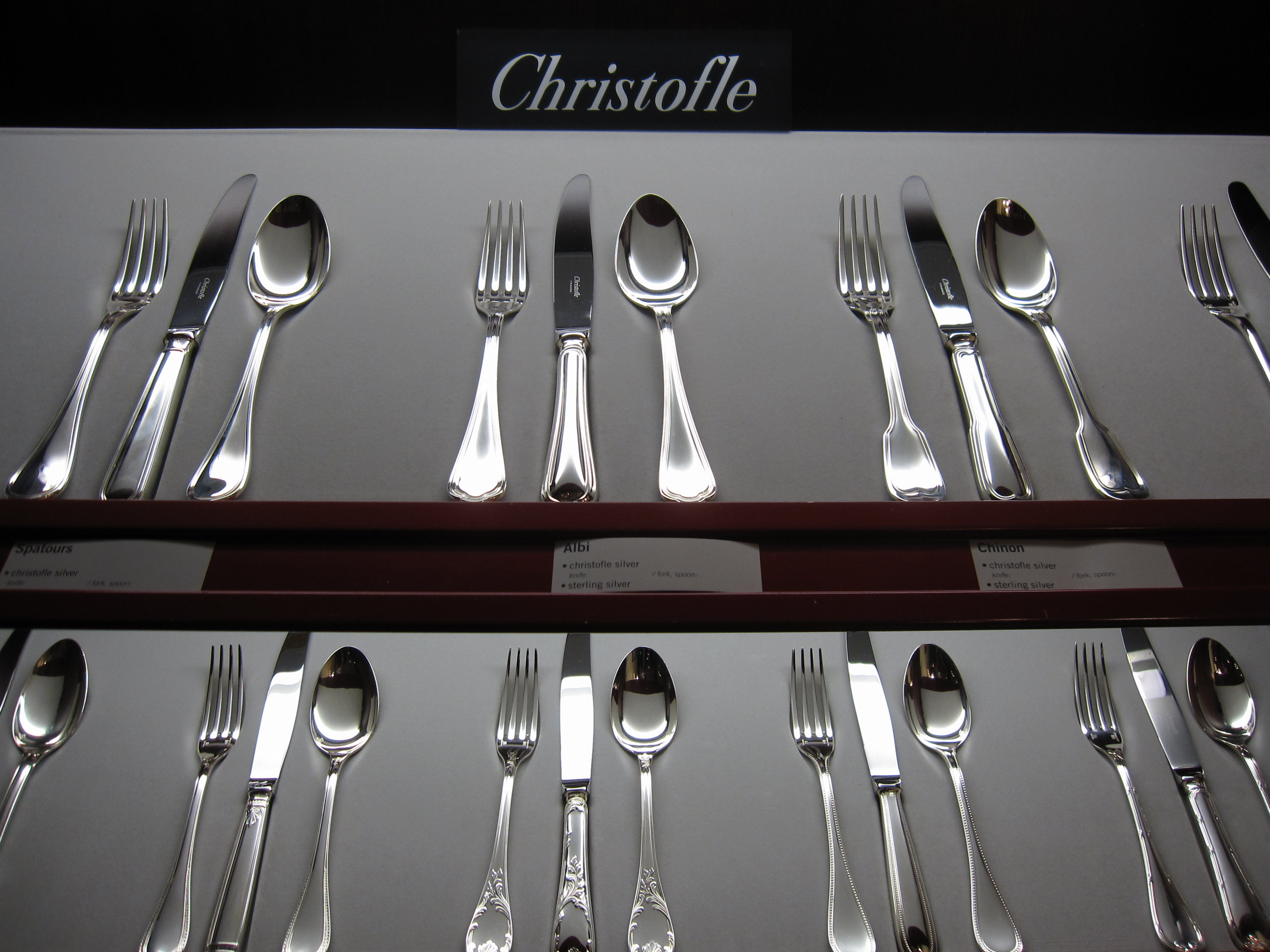
Silberbesteck-Auswahl von Christofle

2005 wurde die Collection 925, die erste Silberjuwelensammlung von Andrée Putman, vorgestellt. Für Christofle markierte dies eine Rückkehr zu den Wurzeln, als Charles Christofle sein Unternehmen als Silberjuwelier gründete. Weitere Künstler mit denen Christofle zusammenarbeitete waren Taher Chemirik, Adeline Cacheux und Peggy Huyn Kin, die mit der Marke L'Esprit Argente experimentieren. Seit 2006 gibt es Zusammenarbeit mit Designern wie Marcel Wanders, Richard Hutten, Ito Morabito (Ora-Ïto), Arik Levy und Künstlern wie Sam Baron, Toni Grilo, Studenten der L'ECAL und Mathieu Lehanneur.
Die Firma Christofle produziert in Frankreich und Brasilien. Die Erzeugnisse werden weltweit in 75 Christofle-Einzelhandelsgeschäften sowie 400 Kaufhäusern und Spezialgeschäften verkauft.
Christofle ist auch eines der Gründungsmitglieder des Comité Colbert.